# Third stream
Third stream (z ang. „trzeci nurt”) – termin stworzony w 1957 roku przez kompozytora Gunthera Schullera podczas wykładu na Brandeis University w celu opisania gatunku muzycznego będącego syntezą muzyki poważnej i jazzu. Improwizacja, która jest jednym z głównych elementów jazzu, ale mniej popularna w muzyce klasycznej, jest postrzegana jako istotny element trzeciego nurtu.
Pierwszymi muzykami, którzy zaczęli w swojej twórczości łączyć jazz z muzyką poważną byli Schuller, John Lewis, J.J. Johnson czy Bill Russo. Jednak third stream nigdy nie osiągnął znaczącej roli w muzyce jazzowej. Niedługo po jego powstaniu, dużą popularnością zaczął cieszyć się jazz awangardowy, który wyparł młody nurt muzyczny.
Pomimo że third stream nigdy nie osiągnął dużej popularności, muzycy niekiedy korzystają z elementów owego nurtu. Za przykład może uchodzić płyta Breakthrough Eddiego Danielsa czy twórczość Nikołaja Kapustina.